# Плиска ефіопська
Плиска ефіопська (Motacilla clara) — вид горобцеподібних птахів родини плискових (Motacillidae).

## Поширення
Вид поширений в Афротропіці. Трапляється в Афромонтанських регіонах від Гвінеї до Ефіопії і на південь до Східного Кейпу. Мешкає у гірській місцевості неподалік річок і струмків, особливо на ділянках, де є водоспади та плоскі скелі, занурені в мілководдя, і де схили пагорбів вкриті лісами чи густими чагарниками. Його також можна побачити вздовж лісових стежок, стежок і доріг, а іноді й у садах.

## Опис
Струнка довгохвоста плиска зі світло-блакитно-сірим верхом і білим низом із вузькою чорною смугою на грудях. Крила чорні з білими краями та двома білими смужками. Зовнішні пера хвоста білі, а центральні чорні. Обличчя чорнувате білою надбрівною смугою та білою повікою.

## Підвиди
Виділяють три підвиди:
- M. c. chapini Amadon, 1954 — південний захід Малі, південь Сьєрра-Леоне, Ліберія та захід Кот-д'Івуару, а також від південно-східної Нігерії та Камеруну на південь до Габону, у східному Конго та частині Демократичної Республіки Конго. Також зустрічається на острові Біоко.
- M. c. clara Sharpe, 1908 — Ефіопське нагір'я.
- M. c. torrentium Ticehurst, 1940 — Східна Уганда , центральна та південна Кенії та від східної та південної частини Демократичної Республіки Конго, Руанди та північно-західної та північної Танзанії на південь до центральної та південно-західної Анголи, Замбії, північного Зімбабве та західного Мозамбіку, а також в горах східної Південної Африки та Есватіні.